# 加藤未唯
加藤 未唯（かとう みゆ、1994年11月21日 - ）は、日本の女子プロテニス選手。京都府京都市出身。ザイマックス所属。これまでにWTAツアーでダブルス1勝を挙げている。WTAランキング最高位はシングルス122位、ダブルス30位。身長156cm。右利き、バックハンド・ストロークは両手打ち。2017年全豪オープン女子ダブルスベスト4進出。2023年全仏オープン混合ダブルス優勝。

## 来歴
京都市立修学院小学校→立命館宇治中学校・高等学校卒業。
小学校低学年の8歳からテニスを始め、パプリッククラブ宝ヶ池で腕を磨く。
2011年全豪オープンジュニア女子ダブルスで、1学年上の穂積絵莉とのペアで準優勝。2012年8月の全日本ジュニアテニス選手権U-18女子シングルスにて、決勝で澤柳璃子と対戦し、澤柳の負傷棄権によってジュニアU-18女王となる。翌2013年10月にプロ入り。
2014年の島津全日本室内テニス選手権大会では決勝で今西美晴を6-1, 6-4で下してプロ初優勝を飾った。
シングルスは2015年全米オープンから4大大会の予選に挑戦を始める。ダブルスでは奈良くるみとのペアで2016年全仏オープン女子ダブルスに初出場を果たしている。
2016年は穂積とのペアで2月の台湾オープンで準優勝、4月のカトヴィツェ・オープンでダブルスでのツアー初優勝を果たす。2016年全米オープン女子ダブルスでは3回戦に進出した。
2017年全豪オープン女子ダブルスでは穂積とペアを組み、3回戦で第4シードのサニア・ミルザ/バルボラ・ストリコバ組を6–3, 2–6, 6–2で、準々決勝でミリヤナ・ルチッチ＝バロニ/アンドレア・ペトコビッチ組を6–3, 6–3で破り、日本人同士のペアとしては2002年全仏オープンの杉山愛/藤原里華組以来15年ぶりとなるベスト4進出を果たす、準決勝では第2シードのベサニー・マテック＝サンズ/ルーシー・サファロバ組に善戦するもフルセットの末に敗れ、決勝進出を逸した。
2017年全仏オープンでは初めてシングルス予選を勝ち上がり本戦に出場した。1回戦でテイラー・タウンゼントに 4-6, 0-6 で敗れた。
9月のジャパン女子オープンテニスでは、予選3試合を勝ち抜き本選へ進出。初戦で同世代の日比野菜緒を 6-3, 6-4、2回戦で第4シードのクリスティナ・プリスコバを7-5, 6-3で降し、ツアー初のベスト8へ進出。準々決勝ではアレクサンドラ・クルニッチを 6-1, 6-3 のストレートで破り、準決勝では同じく予選勝者のヤナ・フェットにマッチポイントを握られるも、4-6, 7-6 (7-1), 6-4 の大激戦の末、逆転勝利。決勝ではザリナ・ディアスに 2-6, 5-7 で敗れて初優勝を逃したが、翌週の世界ランクでは自己最高の123位を記録した。
2018年は9月の花キューピットオープンで、ダブルスで二宮真琴とのペアで決勝進出。しかし決勝で穂積/張帥組に敗れた。翌週の東レ パン・パシフィック・オープンでは二宮とのペアで2週連続で決勝進出。決勝でアンドレア・セスティニ・フラバーチコバ/バルボラ・ストリコバ組に勝利し、日本でのツアー大会で初優勝を果たした。
2020年5月7日、京都市に111万1111円を寄付した。
2023年6月4日、全仏オープン女子ダブルス3回戦で失格処分を受ける。プレーが途切れた際、相手コートに打ち返したボールが意図せずボールガールに直撃、これが危険な行為と判断されたもの。大会の運営責任者に状況確認を求めたが却下されたため、4大大会側に危険な行為に当たらないものとして提訴した。この提訴に対してプロテニス選手協会は「失格とする決定は、不当に釣り合わないものであり、不公平だった」との声明を発表した。またファン、欧米メディア、アリーゼ・コルネら一部テニス選手などからも疑問の声と励ましの声が上がった。
2023年6月8日、全仏オープン混合ダブルスで優勝（ティム・プッツ（ドイツ）とのペア）。

## WTAツアー決勝進出結果

### シングルス: 1回 (0勝1敗)
| 大会グレード                  |
| ----------------------------- |
| グランドスラム (0–0)          |
| WTAファイナルズ (0–0)         |
| プレミア・マンダトリー (0–0)  |
| プレミア5 (0-0)               |
| WTAエリート・トロフィー (0-0) |
| プレミア (0–0)                |
| インターナショナル (0–1)      |

| 結果   | No. | 決勝日        | 大会 | サーフェス | 対戦相手         | スコア   |
| ------ | --- | ------------- | ---- | ---------- | ---------------- | -------- |
| 準優勝 | 1.  | 2017年9月16日 | 東京 | ハード     | ザリナ・ディアス | 2–6, 5–7 |

### ダブルス: 5回 (2勝3敗)
| 大会グレード                  |
| ----------------------------- |
| グランドスラム (0–0)          |
| WTAファイナルズ (0–0)         |
| プレミア・マンダトリー (0–0)  |
| プレミア5 (0-0)               |
| WTAエリート・トロフィー (0-0) |
| プレミア (1–0)                |
| インターナショナル (1-3)      |

| 結果   | No. | 決勝日        | 大会         | サーフェス    | パートナー | 対戦相手                                                    | スコア           |
| ------ | --- | ------------- | ------------ | ------------- | ---------- | ----------------------------------------------------------- | ---------------- |
| 準優勝 | 1.  | 2016年2月14日 | 高雄         | ハード        | 穂積絵莉   | 詹皓晴 詹詠然                                               | 4–6, 3–6         |
| 優勝   | 1.  | 2016年4月10日 | カトヴィツェ | ハード (室内) | 穂積絵莉   | ワレンティナ・イワフネンコ マリナ・メルニコワ               | 3–6, 7–5, [10–8] |
| 準優勝 | 2.  | 2018年1月7日  | オークランド | ハード        | 穂積絵莉   | サラ・エラニ ビビアネ・スクーフス                           | 5–7, 1–6         |
| 準優勝 | 3.  | 2018年9月16日 | 広島         | ハード        | 二宮真琴   | 穂積絵莉 張帥                                               | 2–6, 4–6         |
| 優勝   | 2.  | 2018年9月22日 | 東京         | ハード (室内) | 二宮真琴   | アンドレア・セスティニ・フラバーチコバ バルボラ・ストリコバ | 6–4, 6–4         |

### グランドスラム決勝

#### 混合ダブルス：1（1タイトル）
| 結果 | No. | 決勝日       | 大会 | サーフェス | パートナー     | 対戦相手                                      | スコア           |
| ---- | --- | ------------ | ---- | ---------- | -------------- | --------------------------------------------- | ---------------- |
| 優勝 | 1.  | 2023年6月8日 | パリ | クレー     | ティム・プッツ | ビアンカ・アンドリースク マイケル・ヴィーナス | 4–6, 6–4, [10–6] |

## 4大大会シングルス成績
略語の説明
| W | F | SF | QF | #R | RR | Q# | LQ | A | Z# | PO | G | S | B | NMS | P | NH |

W=優勝, F=準優勝, SF=ベスト4, QF=ベスト8, #R=#回戦敗退, RR=ラウンドロビン敗退, Q#=予選#回戦敗退, LQ=予選敗退, A=大会不参加, Z#=デビスカップ/BJKカップ地域ゾーン, PO=デビスカップ/BJKカッププレーオフ, G=オリンピック金メダル, S=オリンピック銀メダル, B=オリンピック銅メダル, NMS=マスターズシリーズから降格, P=開催延期, NH=開催なし.
| 大会           | 2015 | 2016 | 2017 | 2018 | 通算成績 |
| -------------- | ---- | ---- | ---- | ---- | -------- |
| 全豪オープン   | A    | LQ   | LQ   | LQ   | –        |
| 全仏オープン   | A    | LQ   | 1R   | LQ   | 0–1      |
| ウィンブルドン | A    | LQ   | LQ   | LQ   | –        |
| 全米オープン   | LQ   | LQ   | LQ   | A    | –        |